# Dåsejagt
Dåsejagt (fra engelsk: "canned hunt") er en form for jagt, som foregår på små, indhegnede arealer hvor dyret dermed ikke har nogen mulighed for at slippe væk. Dåsejagter er ulovlige i store dele af verden, men bruges hovedsageligt af amerikanske trofæjægere, som vil sikre sig en nem og vellykket jagt.

## Fodnoter
1. ↑  "Hunters Magazine om dåsejagt". Arkiveret fra originalen 17. februar 2021. Hentet 16. januar 2008.

| Dyr | Spire Denne artikel om dyr er en spire som bør udbygges. Du er velkommen til at hjælpe Wikipedia ved at udvide den. |